# Tempio d'oro di Dambulla
Il tempio d'Oro di Dambulla (noto anche come "tempio delle Grotte") è un sito archeologico, dello Sri Lanka, dal 1991 inserito nella lista dei patrimonio dell'umanità. Si trova 148 km ad est di Colombo e 72 a nord di Kandy. È il tempio di roccia meglio conservato dello Sri Lanka. Le torri di 160 metri sovrastano le pianure circostanti. Vi sono oltre 80 grotte riconosciute nel circondario. Le principali attrazioni sono sparse in 6 diverse grotte, e comprendono statue e pitture. Quasi tutte queste opere si riferiscono al Buddha ed alla sua vita. Vi sono un totale di 153 statue del Buddha, 3 di re dello Sri Lanka e 4 di altri dei o divinità. Queste ultime quattro riguardano due statue di divinità indù, Visnù e Ganesha. I murali coprono un'area di 2.100 m². Le immagini sui muri delle grotte raffigurano, tra le altre cose, la tentazione subita da Buddha ad opera di Mara ed il suo primo sermone.

## Storia

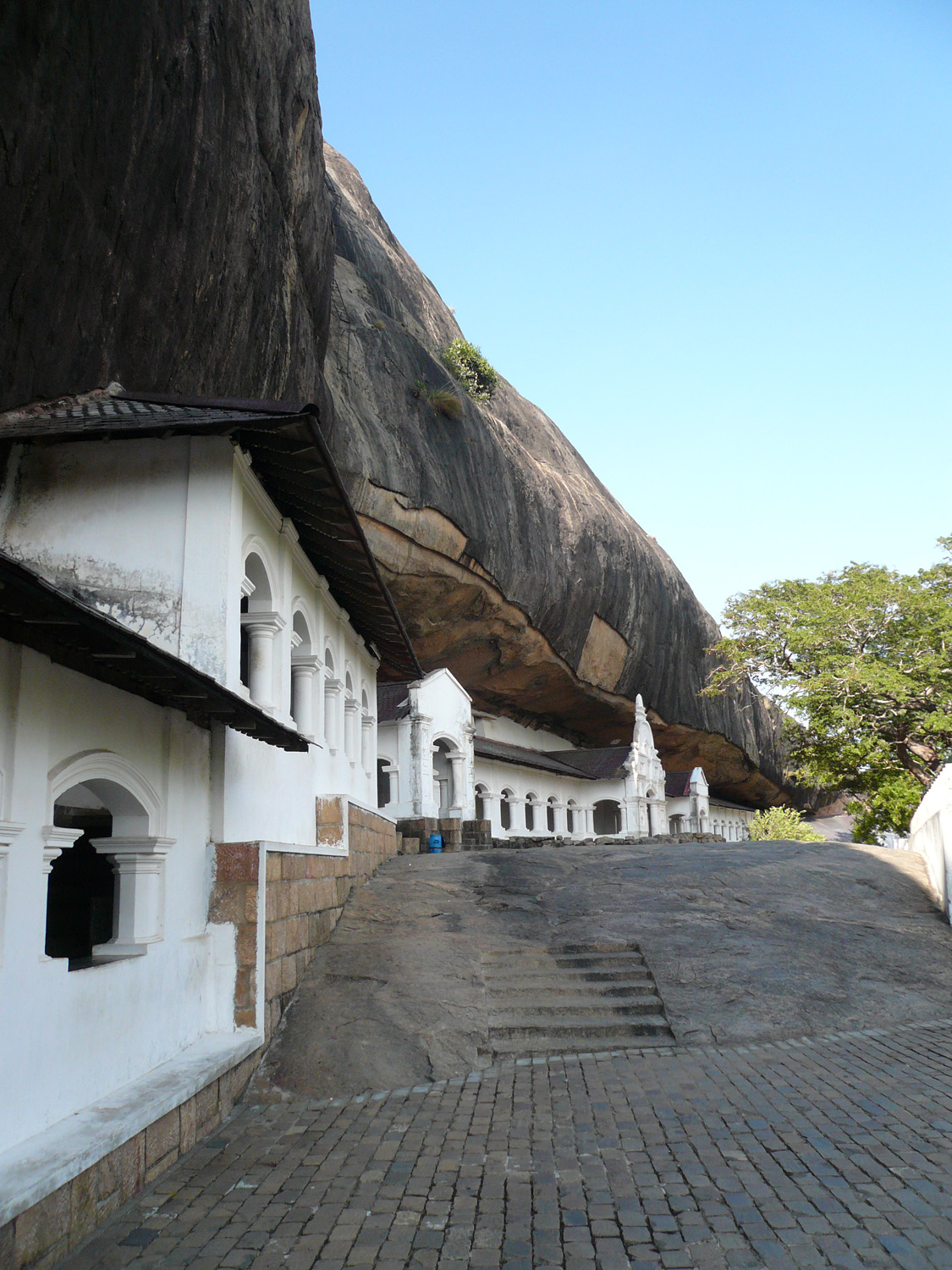
L'esterno del tempio

Antecedente al primo secolo a.C., è il più imponente tempio di roccia dello Sri Lanka. È composto di 5 grotte posizionate sotto ad una roccia sporgente, solcate da un canaletto di scolo per tenere asciutto l'interno. Nel 1938 la struttura venne abbellita con colonnati e frontoni d'entrata. All'interno i soffitti sono dipinti con complicati motivi a sfondo religioso che seguono il contorno delle rocce. Le immagini raffigurano Buddha, alcuni buddisti ed altri dei o divinità.
Il monastero di Dambulla è tuttora funzionante e resta uno degli edifici antichi meglio conservati dello Sri Lanka. La sua costruzione risale al terzo e secondo secolo a.C., quando era già presente un monastero tra i più importanti dello Stato. Si pensa che re Valagambahu abbia trasformato le grotte in tempio durante il primo secolo a.C. Esiliato da Anurādhapura, trovò rifugio in queste caverne dagli indiani usurpatori per 15 anni. Dopo aver riconquistato la capitale, il re costruì un tempio come segno di gratitudine per i monaci. Molti altri re aggiunsero sezioni alla struttura, e dall'undicesimo secolo divenne il principale centro religioso, titolo tuttora mantenuto. Re Nissanka Malla ricoprì d'oro le grotte ed aggiunse circa settanta statue del Buddha nel 1190. Nel diciottesimo secolo le grotte vennero restaurate e ridipinte dai re Kandyan.

## Le cinque grotte

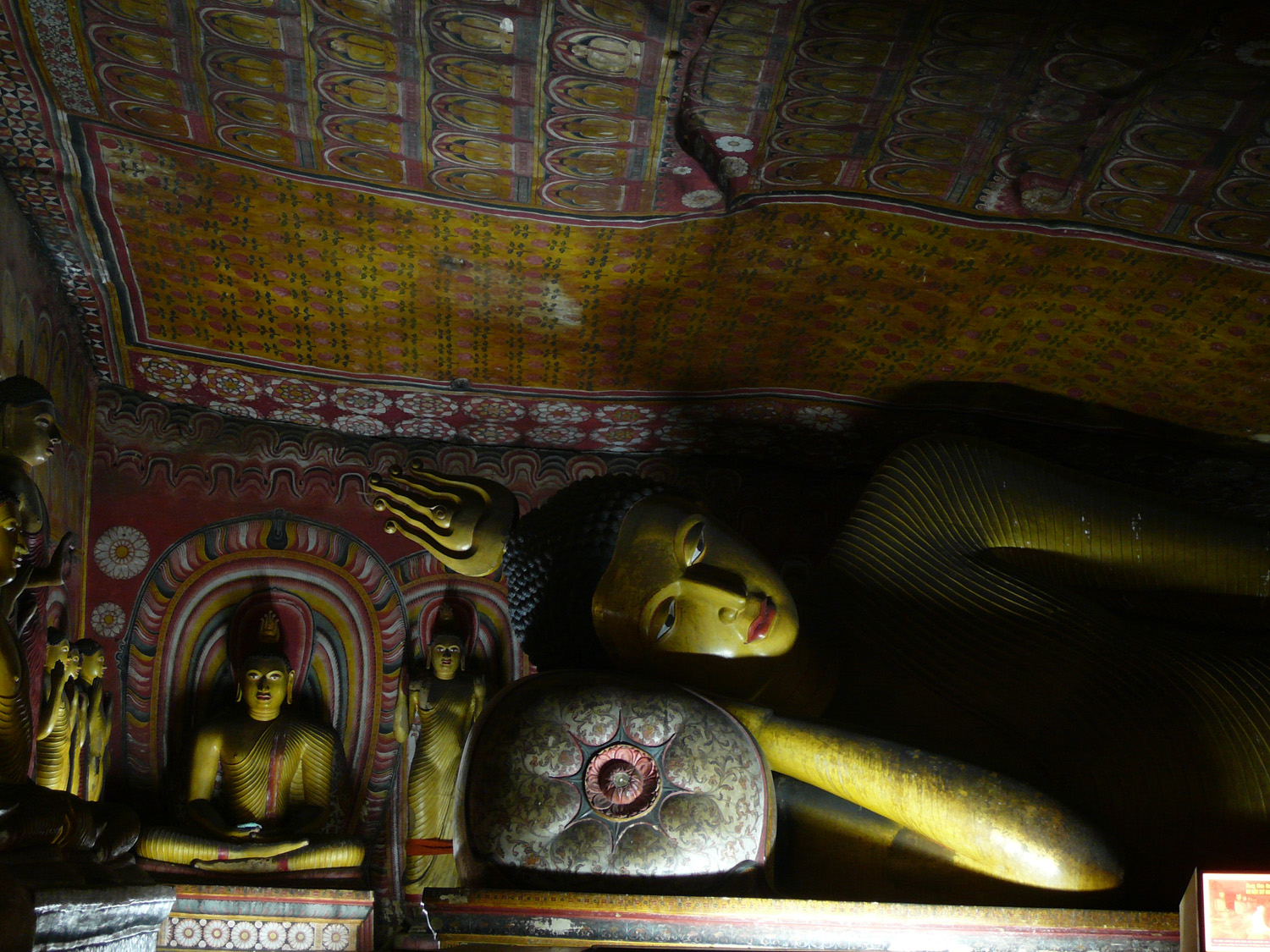

Il tempio è composto da cinque grotte, convertite in reliquiari. Le grotte, costruite sotto ad una roccia alta 150 metri durante il regno di Anurādhapura (primo secolo a.C. - 993 d.C.) e di Polonnaruwa (1073 - 1250), Sono di gran lunga le più imponenti dello Sri Lanka. L'accesso si trova lungo il lieve pendio di roccia di Dambulla, ed offre una panoramica delle pianure circostanti, inclusa la fortezza in pietra di Sigiriya, a 19 km di distanza. Durante il crepuscolo centinaia di rondini planano attraverso l'entrata della grotta. La grotta più grande misura 52 metri da est ad ovest, 23 dall'entrata al fondo, e raggiunge i 7 metri nel suo punto più alto. In questa grotta sono rappresentate divinità indù oltre ai re Valgamba e Nissankamalla, e Ananda - il più devoto discepolo del Buddha.

### Grotta del Divino Re
La prima grotta si chiama Devaraja lena (lena in singalese significa grotta), o "grotta del Divino Re". Una nota sulla fondazione del monastero è riportata in un'iscrizione Brahmi del primo secolo sopra all'entrata della prima grotta. Questa grotta è dominata da una statua del Buddha di 14 metri, scolpita da una roccia. È stata ridipinta innumerevoli volte nel corso della storia, e probabilmente ha ricevuto l'ultima mano di pittura nel ventesimo secolo. Ai suoi piedi si trova il favorito del Buddha, Ananda; vicino alla testa si trova Visnù, che si dice abbia usato i propri poteri divini per creare le grotte.

### Grotta dei Grandi Re

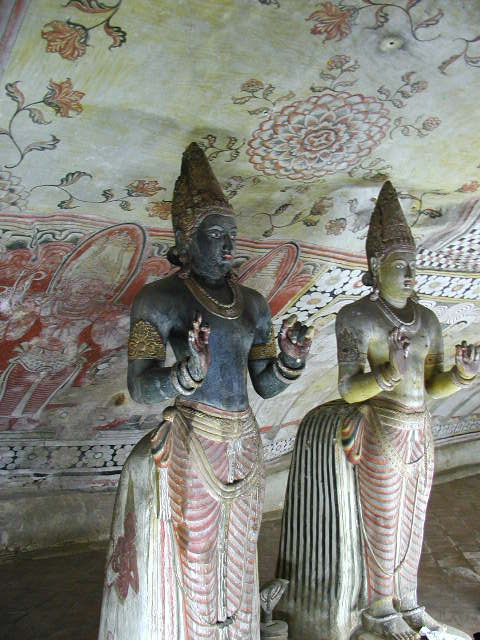

Nella seconda e più grande grotta, oltre a 16 statue erette del Buddha e a 40 sedute, vi sono gli dei Saman e Visnu, che i pellegrini spesso adornano con ghirlande, ed infine le statue di re Vattagamani, che onorò il monastero nel primo secolo a.C., e re Nissanka Malla, responsabile nel dodicesimo secolo della doratura di 50 statue, come descritto in un'iscrizione nella roccia nei pressi dell'entrata del monastero. Questa grotta viene chiamata Maharaja lena, "Grotta dei Grandi Re". La statua del Buddha sulla sinistra, ricavata dalla roccia, è scortata da figure in legno di Bodhisattvas Maitreya, Avalokiteshvara e Natha. C'è anche un dagobah ed una sorgente d'acqua, dal soffitto, che si dice avere proprietà curative. Sul soffitto si trovano validi dipinti risalenti al diciottesimo secolo, raffiguranti scene della vita del Buddha, dal sogno di Mahamaya alla tentazione ad opera del demone Mara. Altre immagini rappresentano importanti eventi nella storia dello stato.

### Grande Nuovo Monastero
La terza grotta, la Maha Alut Vihara, il "Grande Nuovo Monastero", contiene affreschi su muri e soffitto nel tipico stile Kandy, originari del regno di King Kirti Sri Rajasinha (1747-1782), il famoso artista buddista. Oltre alle 50 statue del Buddha si può ammirarne anche una del re.

### Quarta e quinta grotta
Le grotte quarta e quinta sono più piccole; esse risalgono ad un periodo successivo rispetto alle altre e sono di una qualità inferiore ad esse. Molti pellegrini sono attratti da un piccolo Vishnu situato fra la prima e la seconda grotta.

## Statue
All'interno delle stanze si trova una collezione di 150 statue riguardanti il Buddha e la storia dello Sri Lanka. Statue e dipinti rappresentano molte epoche di scultura singalese e arte singalese. Le statue del Buddha sono di diverse dimensioni, e raggiungono i 15 metri di lunghezza. In una grotta oltre 1.500 dipinti coprono il soffitto.

## Dipinti e statue delle grotte

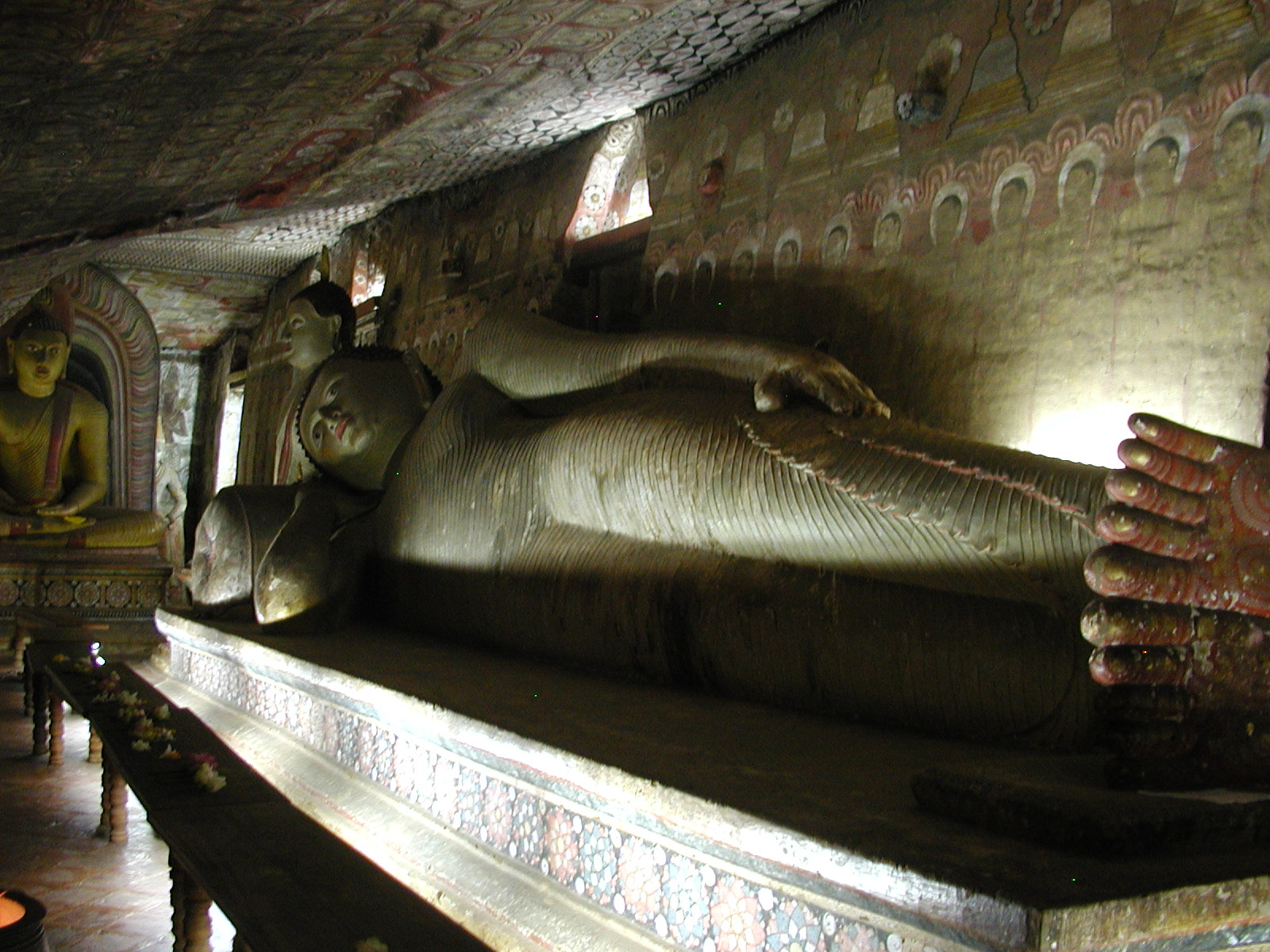
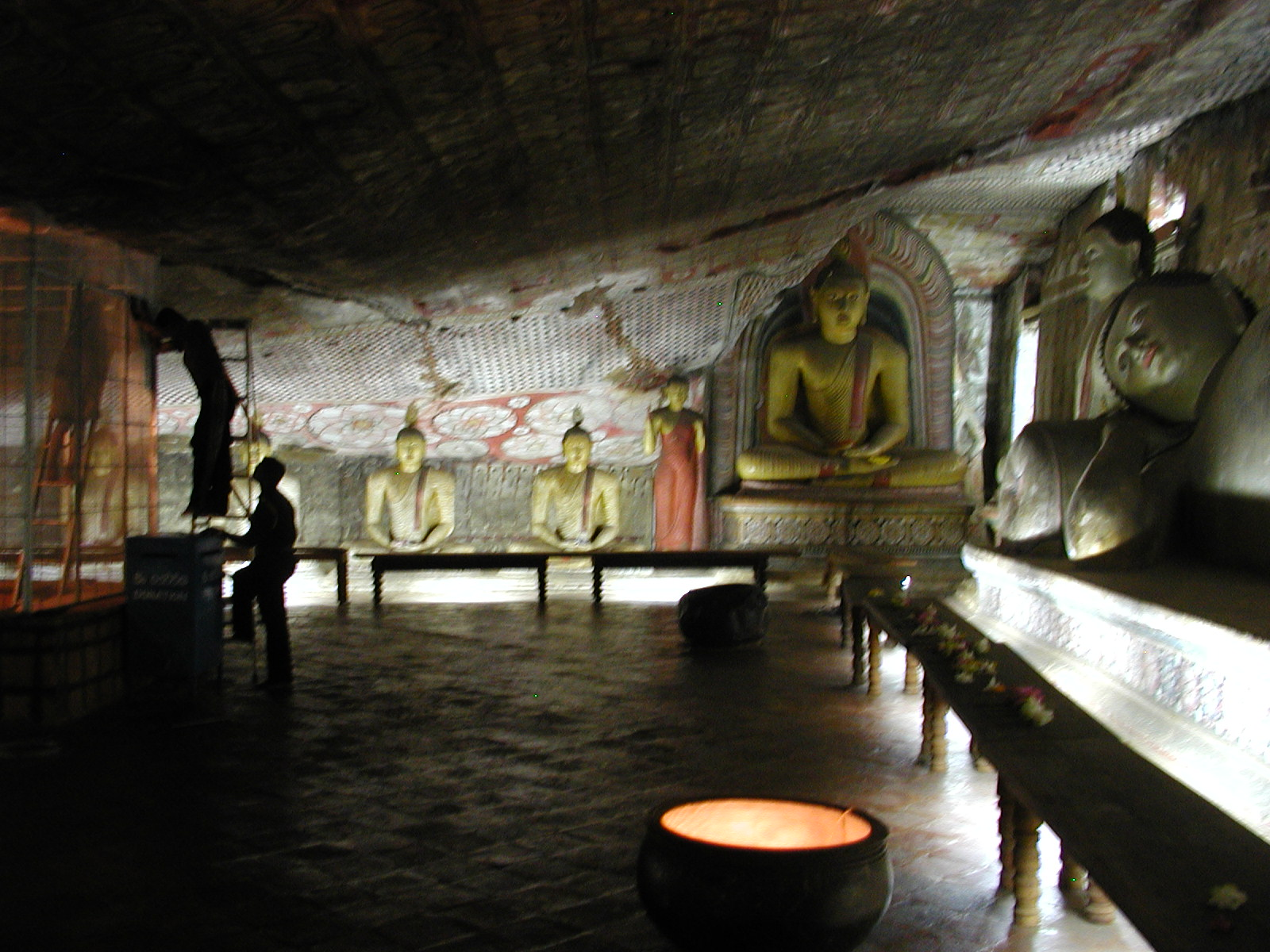
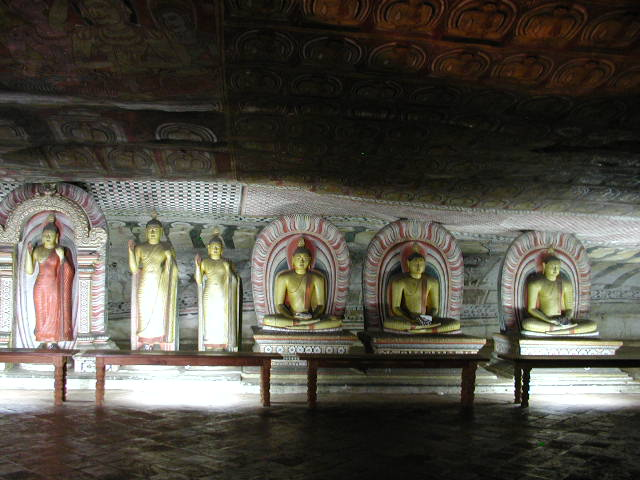
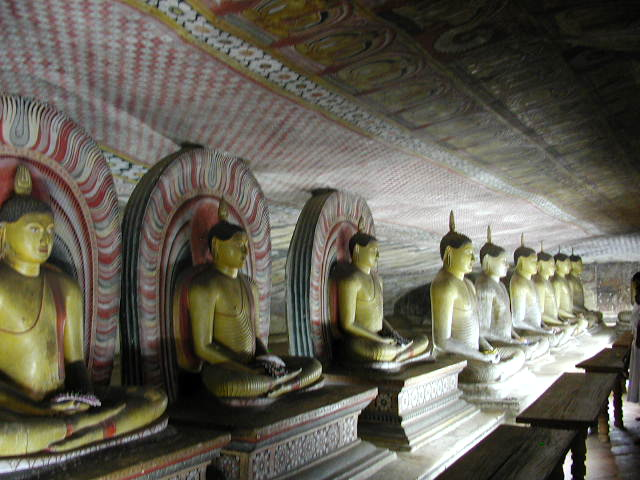
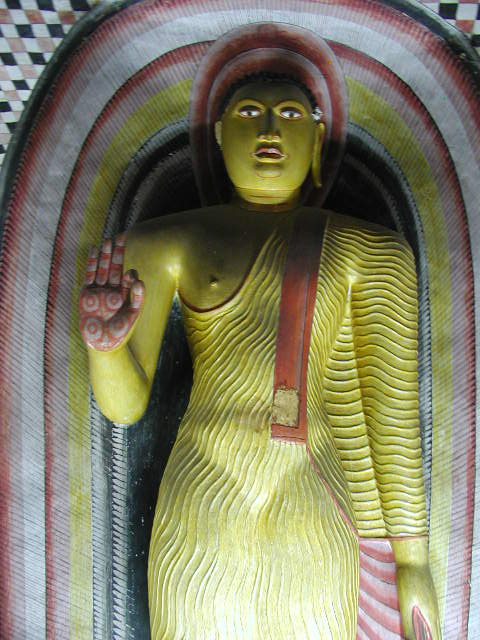
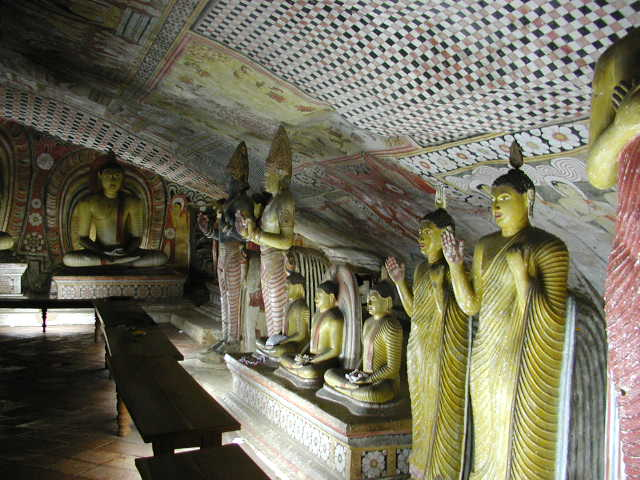
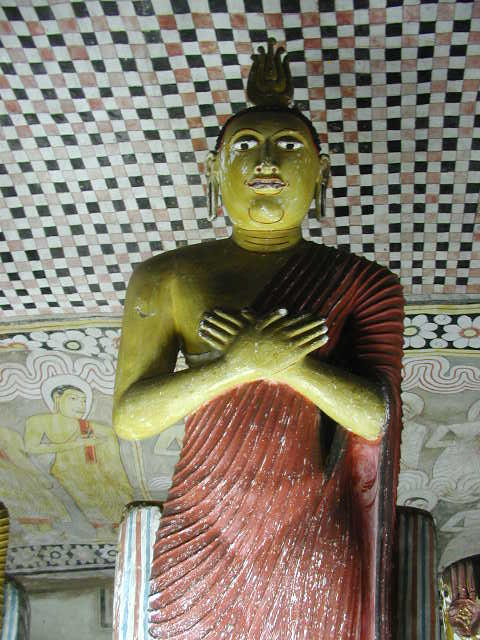
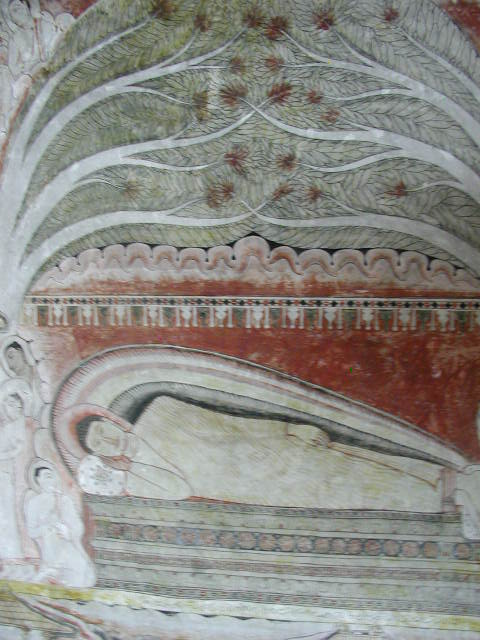
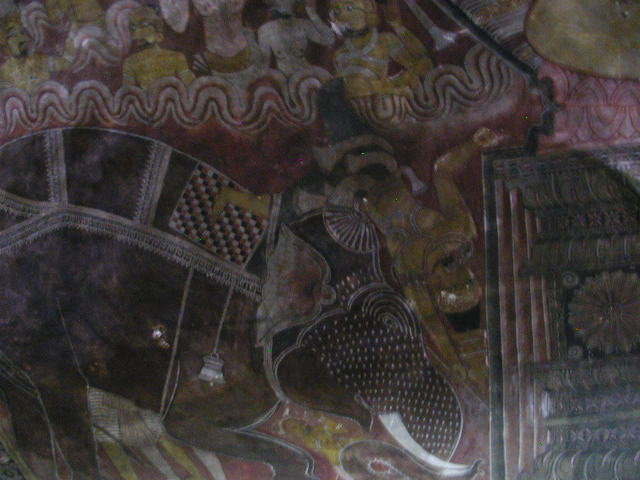
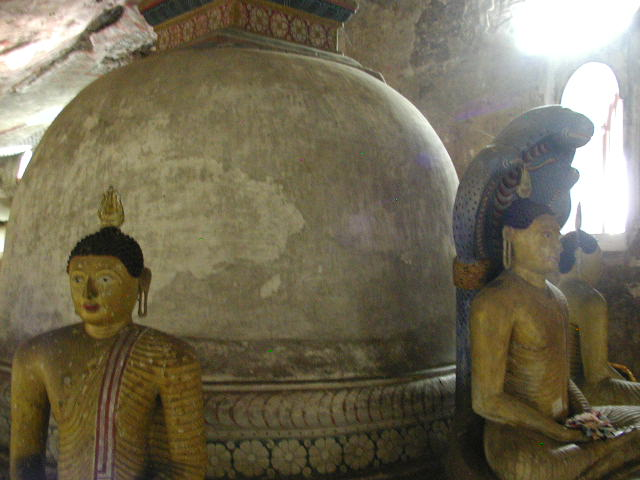
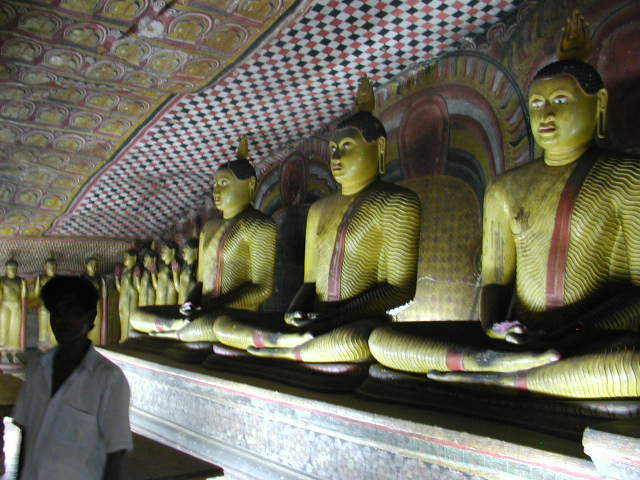
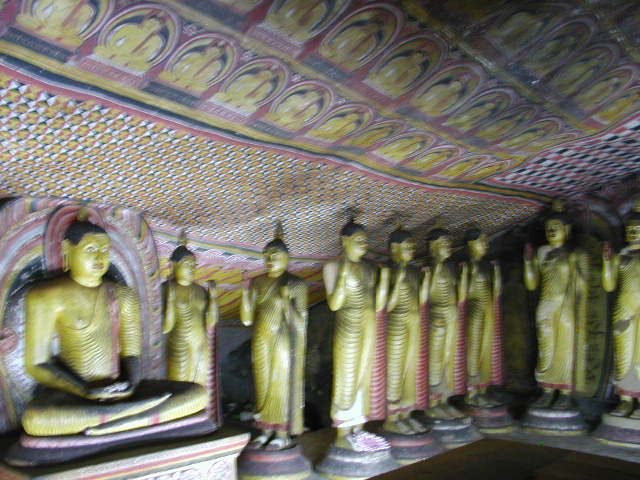
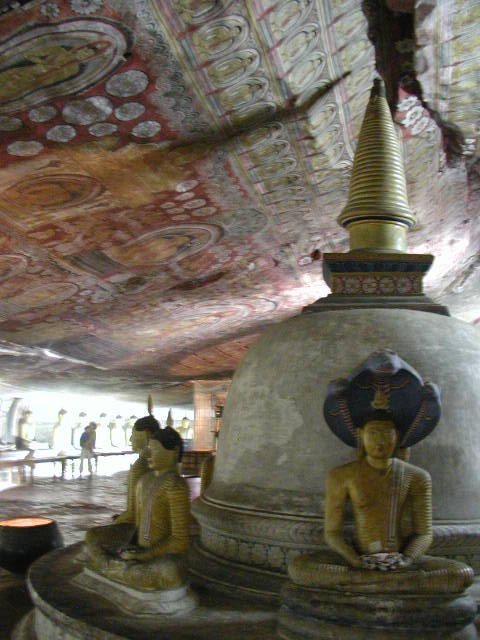
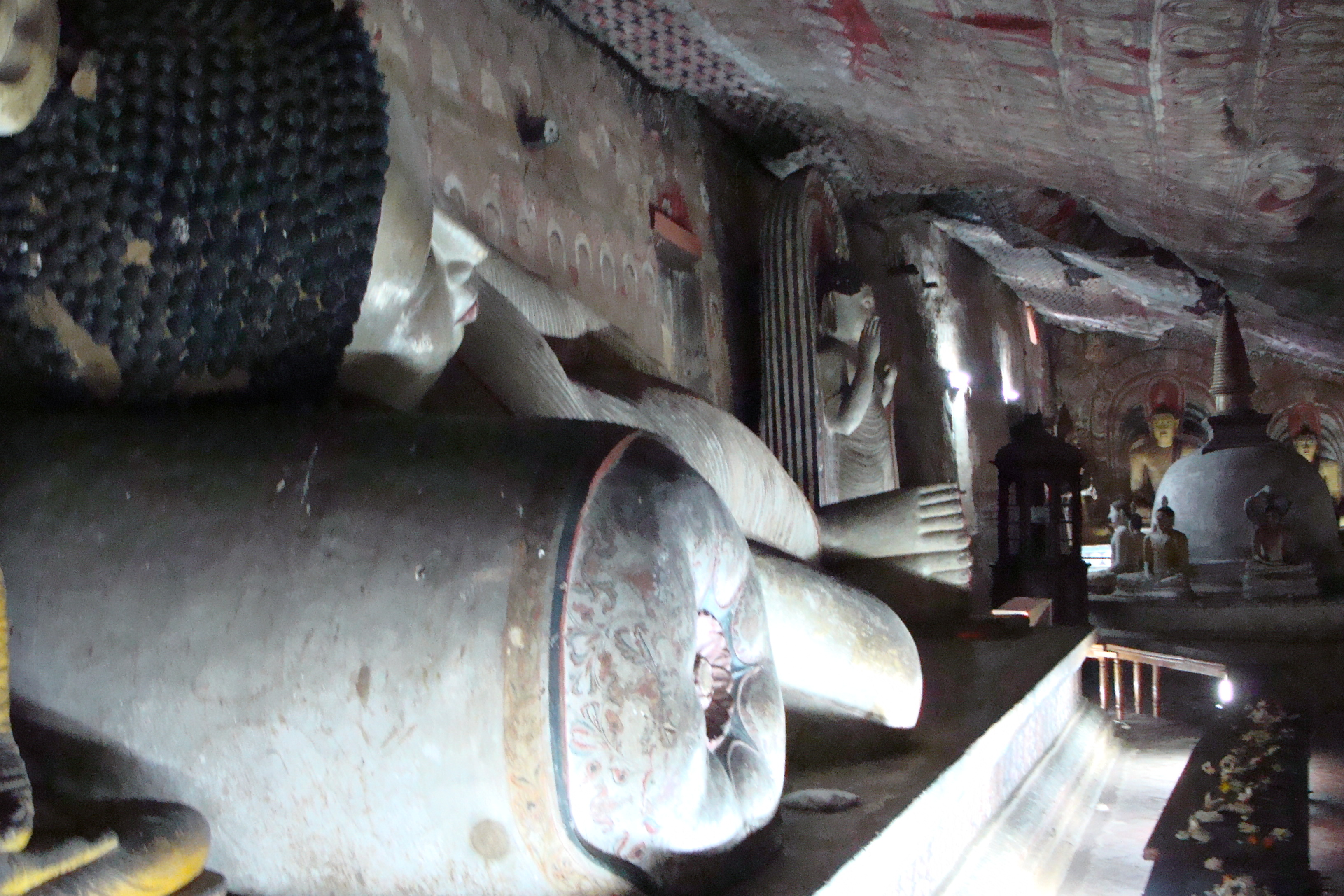